# Комплекс построек Гальванопластического заведения герцога Лейхтенбергского
Комплекс построек Гальванопластического заведения герцога Лейхтенбергского — памятник архитектуры. Расположен в Санкт-Петербурге, современный адрес дома — Старо-Петергофский проспект, 40, 40Б.
Строительство зданий Гальванопластического заведения началось в 1844 году по проекту архитектора Ф. И. Руска по заказу герцога Максимилиана Лейхтенбергского, проводившего, среди прочего, изыскания в области гальванопластики. Завод был построен на месте имения М. Е. Кларка рядом с Таракановкой.
Изначально завод состоял из трёх протяжённых корпусов, обращённых торцами на Старо-Петергофский проспект; у рукавов реки стояли железопрокатная мастерская, котельная, газгольдер, чугунолитейная, модельная, кузница, также на территории завода стояли прочие строения и состоящая из одно- и двухэтажных зданий (жилых домов, ледников, сараев, конюшен) слобода. Специализацией завода была художественная гальванопластика — изготовление барельефов и статуй; здесь были выполнены детали для Исаакиевского собора, Эрмитажа и Зимнего дворца, а также для храма Христа Спасителя в Москве.
С 1852 года заводом стало владеть Общество российских железных дорог, здания использовала Санкт-Петербургская Сухопутная таможня. Из всех строений завода сохранились два здания, использовавшихся в качестве складов, и каменный забор с воротами; третий корпус был снесён в промежуток между 1966 и 1970 годами.
Сохранившиеся корпуса сделаны из красного лицевого кирпича с частыми небольшими оконными проёмами, мощными стенами и сводчатыми перекрытиями (конструктивные особенности обусловлены строительными возможностями в период постройки). В советское время территорию занимал филиал Табачной фабрики имени Урицкого. В 1930-е годы пакгаузы были надстроены двумя этажами с применением монолитного железобетонного каркаса. Складские корпуса доминируют в окружающей застройке, стоящие рядом с ними здания были построены с учётом их высоты.
Вследствие близости порта, промышленной зоны и железной дороги здания по-прежнему используются как склады с офисными помещениями на верхних этажах.